# Antonio Abad Collado
Antonio Abad Collado (Colmenar Viejo, 6 november 1950) is een Spaans voormalig professioneel wielrenner. In 1971 begon Abad Collado voor een periode van 3 jaar te rijden voor het team van La Casera - Peña Bahamontes. In deze periode boekte hij zijn eerste zege: Nationaal kampioen achtervolging op de baan. Na La Casera reed hij 2 jaar individueel vooraleer hij als professioneel wielrenner aan de slag ging bij Novostil - Helios en nadien bij CR Colchon - Atun Tam.

## Belangrijkste resultaten
1971
- 1e -  Spaans kampioenschap achtervolging op de baan

1978
- 1e - Caboalles de Abajo

## Grote rondes
Eindklasseringen in grote rondes, met tussen haakjes het aantal etappeoverwinningen
| Jaar | Ronde van Italië | Ronde van Frankrijk | Ronde van Spanje |
| ---- | ---------------- | ------------------- | ---------------- |
| 1978 |                  |                     | 56e              |
| 1979 |                  |                     | opgave           |